# Onthophagus tamworthi
Onthophagus tamworthi är en skalbaggsart som beskrevs av Blackburn 1903. Onthophagus tamworthi ingår i släktet Onthophagus och familjen bladhorningar. Inga underarter finns listade i Catalogue of Life.